# Flavius Apion II.
Flavius Apion (II.) († wohl zwischen 577 und 579) war ein hoher spätrömischer Militär und Beamter.
Flavius Apion stammte aus der wohlhabenden und einflussreichen Familie der Apionen aus Ägypten. Sein Vater war Flavius Strategius, der Sohn des Flavius Apion I.; sein Sohn hieß ebenfalls Flavius Apion.
Flavius Apion bekleidete 539 das prestigeträchtige Consulat. 547/548 wurde er zum patricius ernannt und war von 548 bis 550 dux Thebaidis. In dieser Zeit wurden Militärkommandeure der ägyptischen Thebäis ehrenhalber auch mit dem Titel eines magister militum ausgezeichnet, doch ist dies für Apion erst im Jahr 556 belegt. Zusätzlich zu seinen staatlichen Ämtern war Apion eines der führenden Mitglieder der Landbesitzer in seiner ägyptischen Heimat und auch bei den Senatoren Konstantinopels sehr angesehen. Mit seiner Tätigkeit erreichte der Einfluss der Apionen einen Höhepunkt.